# Türkü Hazer
Reyhan Türkü Hazer (* 1980 in Istanbul) ist eine türkische Schauspielerin.

## Leben und Karriere
Hazer wurde 1980 in Istanbul geboren. Sie studierte an der Gerassimow-Institut für Kinematographie. Danach setzte sie ihr Studium an der Marmara-Universität fort. Ihr Debüt gab sie 2004 in der Fernsehserie Çemberimde Gül Oya. Anschließend spielte sie 2006 in Kırık Kanatlar mit.
Außerdem wurde Hazer 2007 für den Film Camgöz - Kan ve Vanilya gecastet. 2007 trat sie in Zincirbozan auf. Unter anderem bekam sie 2009 in dem Film Kampüste Çıplak Ayaklar eine Hauptrolle. 2013 war Hazer in der Serie Çalıkuşu zu sehen.

## Filmografie
Filme
- 2007: Camgöz - Kan ve Vanilya
- 2007: Zincirbozan
- 2009: Vali
- 2009: Kampüste Çıplak Ayaklar
- 2010: Büşra

Serien
- 2004: Çemberimde Gül Oya
- 2006: Kırık Kanatlar
- 2007: Fırtına
- 2009: Güldünya
- 2009: Kapadokya Düşleri
- 2009: Ayrılık
- 2013: Çalıkuşu